# Императорское общество востоковедения
Императорское общество востоковедения — общественная организация Российской империи.
Было создано в 1900 году после получения разрешения министра финансов С. Ю. Витте благодаря усилиям переводчицы и востоковеда О. С. Лебедевой, которая стала почётным председателем общества. Покровителем общества стал великий князь Михаил Николаевич.
Цели общества заключались в усилиях по сближению народов России и Востока, предполагалось «устройство выставок, лекций, курсов, библиотек, экспедиций, издание работ». Согласно замыслам организаторов, его деятельность должна была вестись в торгово-промышленной, научно-культурной и образовательной сферах.
В 1901 году при обществе были учреждены Курсы восточных языков, однако после начала русско-японской войны работа курсов была прервана, а общество было нацелено на решение военных вопросов.
В 1905 году в России было создано новое Министерство торговли и промышленности, после чего общество было подчинено этому министерству.
По окончании войны основным направлением деятельности общества стало дальневосточное, в частности китайское. При этом Курсы восточных языков были не просто возобновлены, но и расширены до Курсов востоковедения. В 1906—1908 годах на курсах изучались 4 языка — китайский, монгольский, персидский и японский, а с 1909 года — еще и турецкий. Значительное число слушателей (до 62 %) обучались бесплатно «с целью развития курсов путем привлечения большего числа слушателей».
С начала 1909 года Курсы востоковедения превратились в Практическую восточную академию с пятью отделениями: китайским, японским, монгольским, персидским и балканским (помимо собственно востоковедческих дисциплин в академии изучались юриспруденция и коммерция, а летом учащиеся командировались в соответствующие страны).
В 1910 году обществу было присвоено наименование «Императорское».
Прекратило работу в 1918 году.